# Acalifòidies
Les Acalyphoideae és una subfamília de la família de les Euphorbiaceae.

## Tribus
| - Acalypheae - Adelieae - Agrostistachydeae - Alchorneae - Ampereae - Bernardieae - Caryodendreae | - Chaetocarpeae - Cheiloseae - Chrozophoreae - Clutieae - Dicoelieae - Epiprineae - Erismantheae | - Galearieae - Omphaleae - Pereae - Plukenetieae - Pogonophoreae - Pycnocomeae - Sphyranthereae |